# Alexandr II. Skotský
Alexandr II. (24. srpen 1198 – 6. červenec 1249), král Skotska (Alby), byl jediným synem skotského krále Viléma I. a Ermengarde Beaumontové.

## Skotský král
Narodil se roku 1198 v Haddingtonu ve Skotsku a nějaký čas strávil v Anglii předtím, než nastoupil na skotský trůn po smrti svého otce 4. prosince 1214.
Rok poté se vzbouřily klany Meic Uillem a MacHeths, ale královské síly byly schopny tuto revoltu potlačit. Tentýž rok se Alexandr připojil k anglickým baronům v boji proti jejich králi Janovi a vypravil se do Anglie se svým vojskem. Dorazil až k jižnímu pobřeží do Doveru, kde čekal na příjezd francouzského vojska. Spolu s ním se účastnil podpisu Magny charty. Král Jan ale brzy poté zemřel a papež a anglická aristokracie změnili názor a tak se francouzské i skotské vojsko vrátilo zpět do svých zemí. Krátce nato byla uzavřena mírová dohoda mezi Janovým synem Jindřichem a Alexandrem. Styky mezi Skotskem a Anglií byly roku 1221 posíleny Alexandrovým sňatkem s Jindřichovou sestrou Johanou.
Král Jindřich vyzval Alexandra k složení přísahy věrnosti, na což Alexandr reagoval vznesením nároku na hrabství v severní Anglii. Spor byl urovnán roku 1237 kompromisem stanovujícím hranice mezi oběma královstvími.
Jeho první žena Johana zemřela roku 1238 a následující rok se oženil s Marií de Coucy, se kterou měl jednoho syna, svého následníka Alexandra.
Hrozba invaze ze strany Jindřicha roku 1243 na krátkou dobu přerušila dobré vztahy mezi Skotskem a Anglií. Rychlá Alexandrova reakce na hrozbu útoku a neochota anglické aristokracie k rozpoutání války vedla nakonec k mírové dohodě.
Alexandr obrátil svou pozornost k Vnějším Hebridám, které byly pod vlivem norského království. Pokoušel se vyvolat jednání o jejich prodeji, později se pokusil přesvědčit Ewena, vládce Argylu, aby vypověděl norskému králi poslušnost. Oba tyto pokusy selhaly a tak vyrazil s vojskem, aby dosáhl svého cíle silou. Cestou na ostrově Kerrera byl stižen zimnicí a roku 1249 zde zemřel. Byl pohřben v Melroském opatství a jeho nástupcem na skotském trůnu se stal syn Alexandr.